# Fenêtre à la française
Pour les articles homonymes, voir À la française.

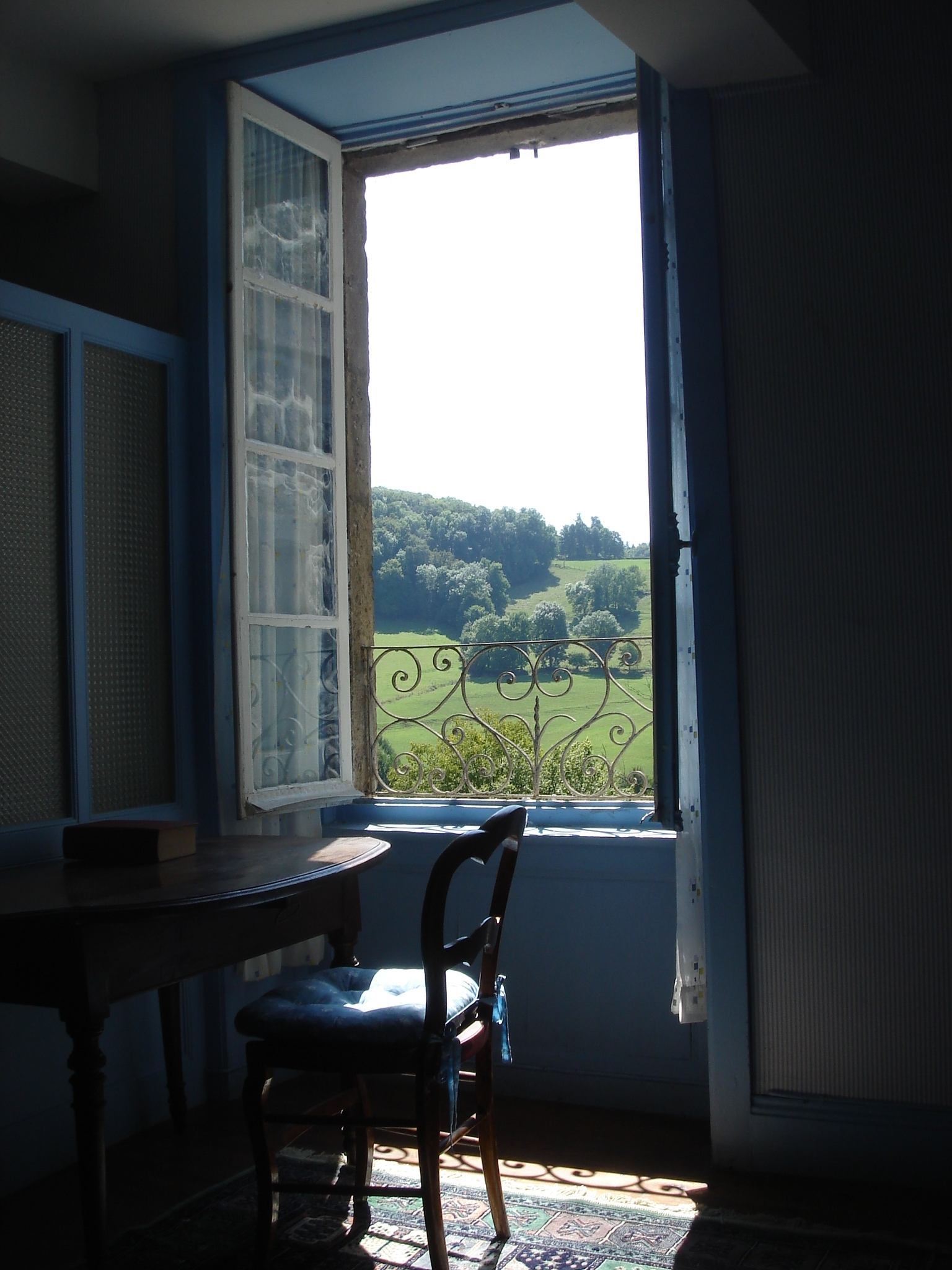
Fenêtre à la française, verres anciens, ca1780.

Une fenêtre à la française est une fenêtre dont le châssis est constitué de un ou deux battants attachés au dormant par une ou plusieurs charnières qui sont placées sur un côté vertical. La fenêtre s'ouvre vers l'intérieur du bâtiment.